# Pallavolo Ornavasso
La Pallavolo Ornavasso è stata una società pallavolistica femminile italiana con sede ad Ornavasso.

## Storia della società
La Pallavolo Ornavasso è stata la prima realtà sportiva femminile della provincia del Verbano Cusio Ossola. Pur essendo una società giovane, fondata nel 1995, ha ottenuto in poco più d'un decennio quattro vittorie in campionato e altrettante promozioni (nel 1997-1998 si ottenne la promozione in Serie D, e l'anno successivo quella in Serie C).
Lo straordinario ciclo 2005-2012 ha visto la squadra partecipare, e vincere, competizioni di grande importanza, ma è soprattutto nelle ultime stagioni che il volley ornavassese ha vissuto momenti di crescita importanti, conseguendo risultati eccezionali, arrivando ad ottenere due vittorie consecutive in Coppa Italia B1 (2011 e 2012), un'impresa mai riuscita a nessuna società nell'attuale strutturazione della manifestazione. Nella stagione 2012-2013 giunge terza in Serie A2, qualificandosi per i play-off e conquistando la promozione in Serie A1 battendo in finale la Pomì Casalmaggiore. Dopo aver concluso la prima stagione in massima serie con un nono posto, poco prima dell'inizio della stagione successiva, viene esclusa dal campionato per inadempienze finanziarie, terminando le attività.
Accanto all'attività della prima squadra vi era un importante settore giovanile completo, partendo dal minivolley fino ad arrivare alla Prima Divisione, comprendendo tutte le categorie Under (13,14,16,18).